# Стрельчатая арка

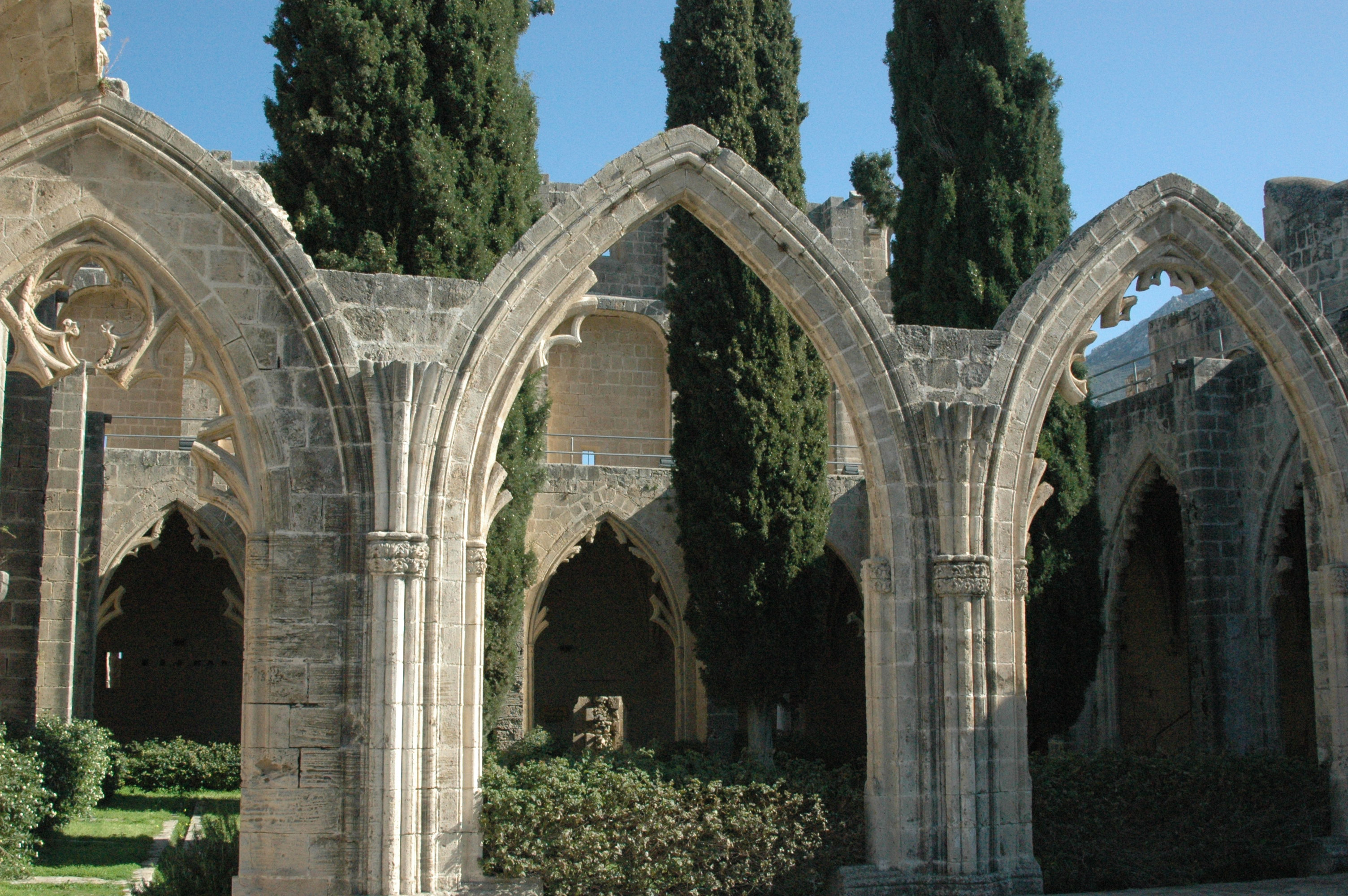
Готические стрельчатые арки аббатства Баллапаис

Стрельчатая или ломаная арка — разновидность архитектурной арки, представляющая собой фигуру из двух полукруглых арок, пересекающихся под некоторым углом (имеющая оживальную форму). Является одним из характерных строительных приёмов готической архитектуры.

## Происхождение и заимствование

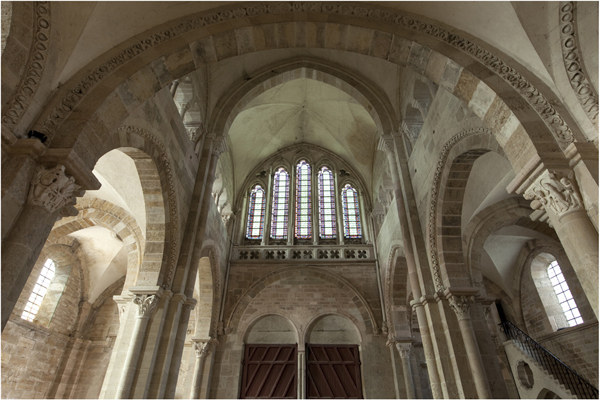
Стрельчатый свод нартекса базилики аббатства Везле

Зарождение стрельчатой арки относится к VI веку, когда её постепенно начали применять на основе специальных расчётов в архитектуре Каира. С VII века стрельчатая арка использовалась архитекторами Александрии. Расчёты первоначально производились на основании треугольника, извлекаемого на диагонали пирамиды с квадратным основанием, в которой вертикальная плоскость, опущенная
из вершины параллельно стороне основания, создаёт равносторонний треугольник.
В архитектуре восточных стран и Византии полуциркульные и стрельчатые арки использовались одновременно, при этом стрельчатая чаще применялась в архитектуре Каира и в Персии. На ломаных арках здесь возводили паруса и сфероидальные тромпы. Государства крестоносцев, возникшие в начале XII века на территории Леванта, начали применять распространённые здесь ломаные арки в архитектуре своих строений. Тогда же произошло и заимствование стрельчатой формы арки европейскими, прежде всего, французскими архитекторами, ставшее результатом развития паломничества к восточным святыням и осуществления первых крестовых походов. Считается, что первыми позаимствовали и применили стрельчатую арку зодчие Клюнийского аббатства, создавшие свою архитектурную школу.

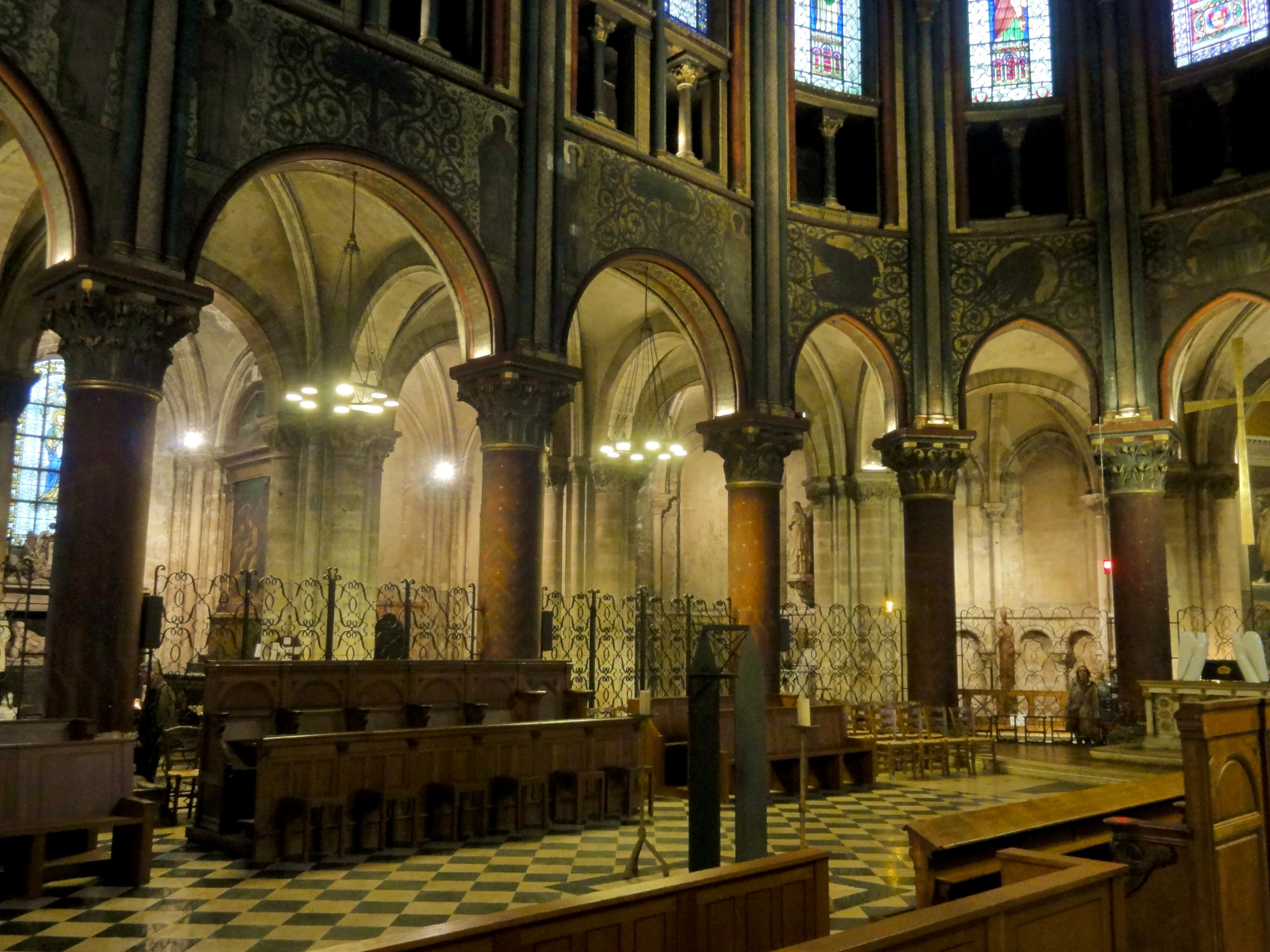
Раннеготическое сочетание полуциркульных и стрельчатых арок в конструкции хора церкви аббатства Сен-Жермен-де-Пре

Заимствование стрельчатой арки произошло в рамках господствовавшей в Европе романской архитектуры, поэтому форма ломаных арок появляется здесь ещё в составе романских по стилю строений. Как писал Огюст Шуази, «начиная с 1100 года, романские архитекторы широко применяли стрельчатую арку, выказывая удивительное понимание тех преимуществ, которые можно было извлечь из её ослабленного распора». По его мнению, готические архитекторы переняли ломаную арку у романских из подражания, первоначально даже не осознавая в полной мере её статические преимущества. Именно поэтому в ранней готической архитектуре стрельчатая арка первоначально применялась наравне с полуциркульной. Подобные сочетания хорошо видны, например, в конструкции хоров Нуайонского собора (XII—XIII века) и церкви аббатства Сен-Жермен-де-Пре (XI—XII века).

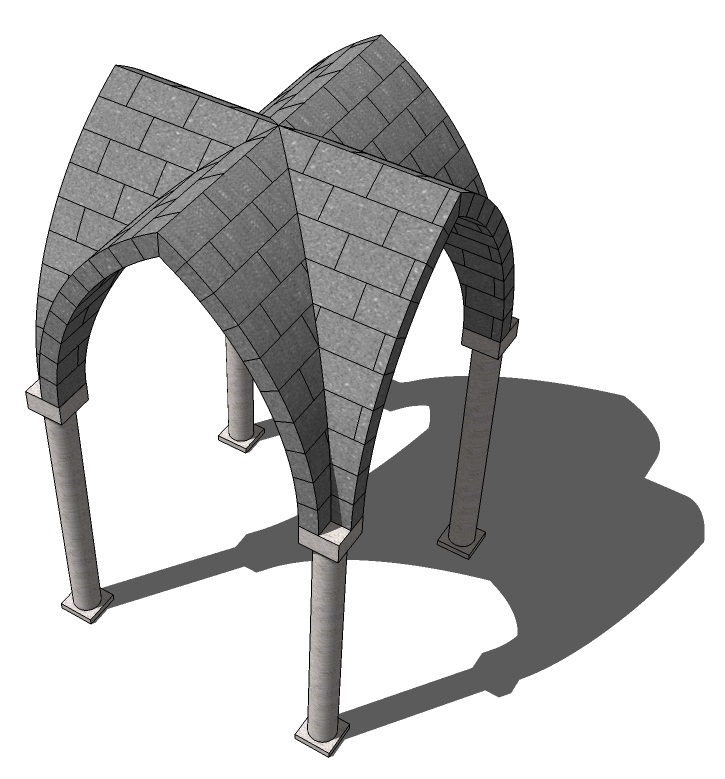
Стрельчатый крестовый свод

В трифории церкви Сен-Жермен-де-Пре стрельчатая арка присутствует исключительно в декоративных целях, а в верхнем и нижнем главных этажах хора она использована только лишь для того, чтобы выровнять высоту замков арок закругления с замками арок прямой части плана. Именно стремление установить в один уровень щековые и диагональные арки сводов побуждало романских, а затем и готических архитекторов вводить ломаную форму арки в крестовые своды, возводимые на основе полуциркульной диагональной арки. Можно сказать, что вплоть до XIII века готические крестовые своды, возводимые на нервюрах, имели в основном полуциркульное очертание, а не стрельчатое. Как писал Эжен Виолле-ле-Дюк, «во всех клюнийских и цистерцианских памятниках архитектуры, построенных в Палестине до XIII века… используя стрельчатую форму при построении арок, сохраняется все же романская система конструкции. Но ни в одном из этих сооружений стрельчатая арка не применяется для того, чтобы модифицировать римский крестовый свод… Но как только она вводится во французских провинциях к северу от Луары, стрельчатая арка соединяется со сводом и видоизменяет его».

## Развитие в готической архитектуре
Позаимствовав стрельчатую форму арки, французские зодчие в итоге полностью заменили ею полуциркульную при возведении сводов и куполов, одним из первых примеров чего являются своды нартекса базилики Святой Марии Магдалины в аббатстве Везле, возведённого в 1135 году.
Стрельчатая арка позволила готическим архитекторам более свободно конструировать своды на прямоугольной основе, тщательно соблюдая при этом принцип пропорциональности.